# カメラ小僧
カメラ小僧（カメラこぞう）は、本来は写真撮影を行う年少者を指す言葉。カメ小（カメこ）、カメコなどと略される場合もある。

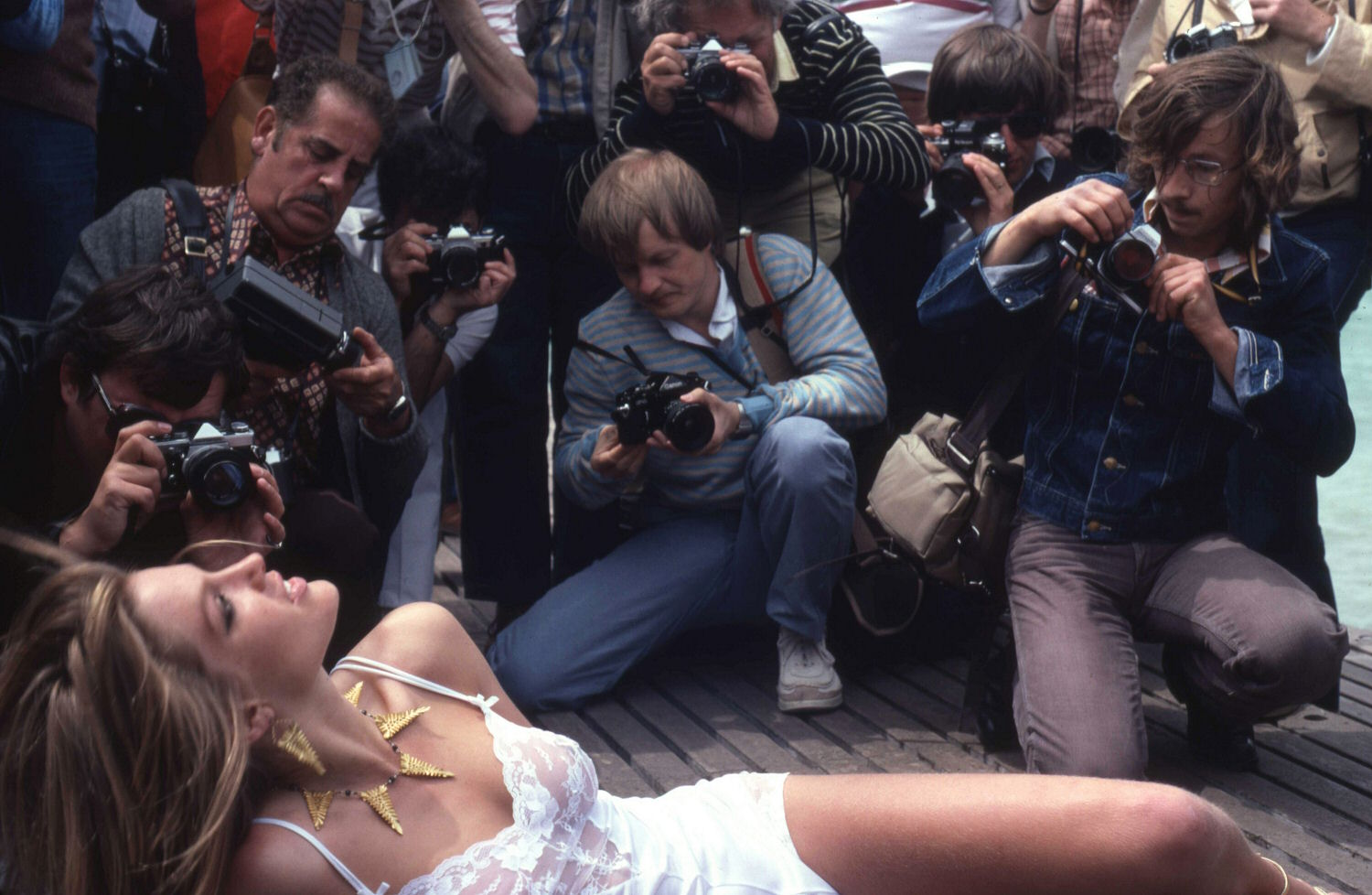
カメラ小僧

## 概要
カメラが安価で入手できるようになるにつれ、カメラを購入できる所得層が拡大したことに起因する。カメラの購入できる所得層が拡大、業務用途が大半だったカメラが徐々に個人の趣味の領域に拡大していき、写真撮影を行う年少者に対して「カメラ小僧」の名がついた。また、ビデオカメラを使って同様の行為に及ぶ者を指してビデオ小僧、ビデ小（ビデこ）と呼ぶこともある。
「カメラ小僧」という言葉自体は1970年代後半から青年誌で活躍した若き日の篠山紀信が女性ポートレートを発表する己をジャーナリズムと一線を画する存在〈スケベ小僧〉という意味でつけたものであり、現在のカメラ小僧も今や巨匠となった「ご先祖様」の延長線にあると見ても良い。漫画家・赤塚不二夫によって、当時の篠山をモデルとした「カメラ小僧」という漫画のキャラクターが生み出されている。

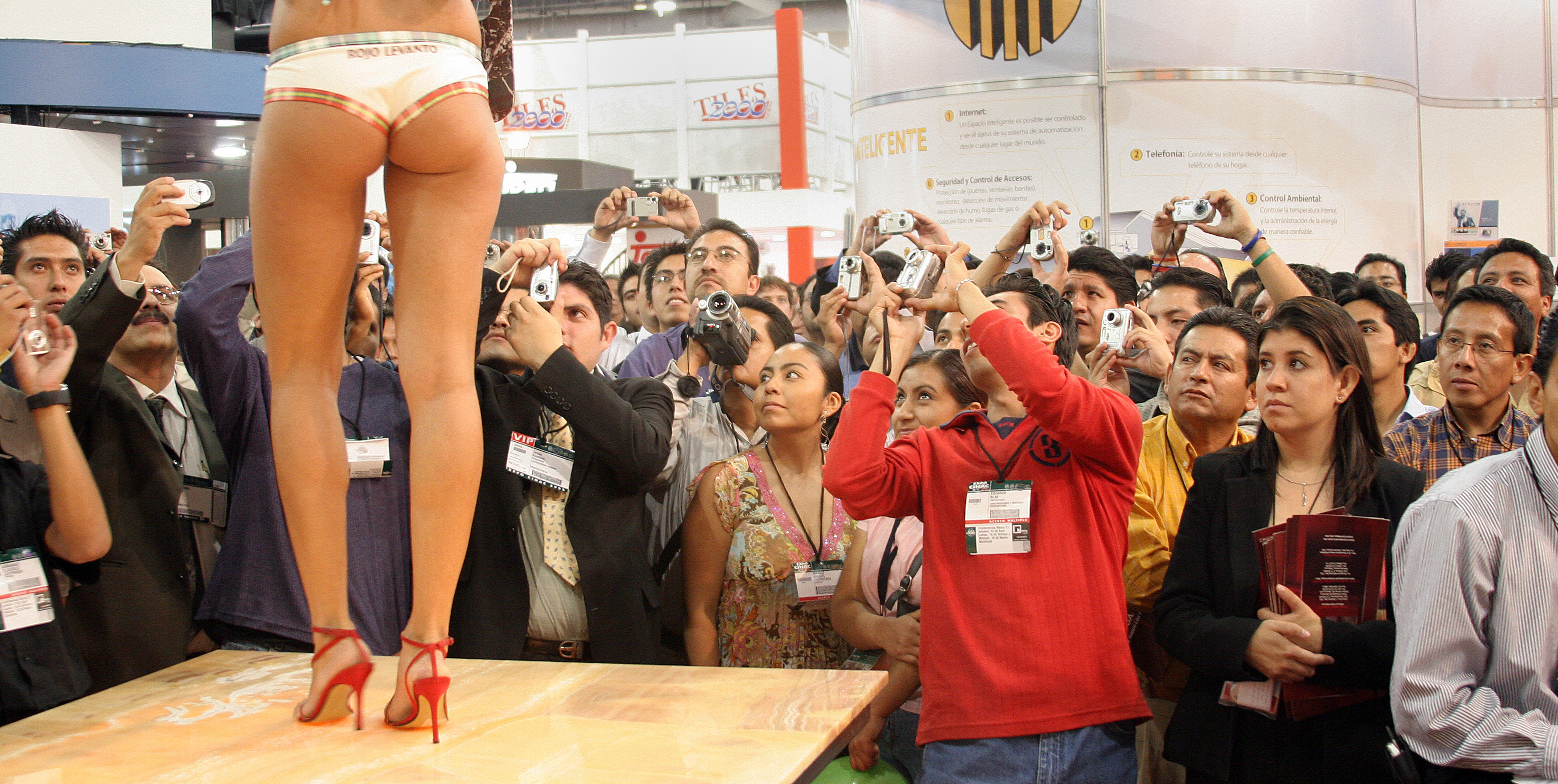
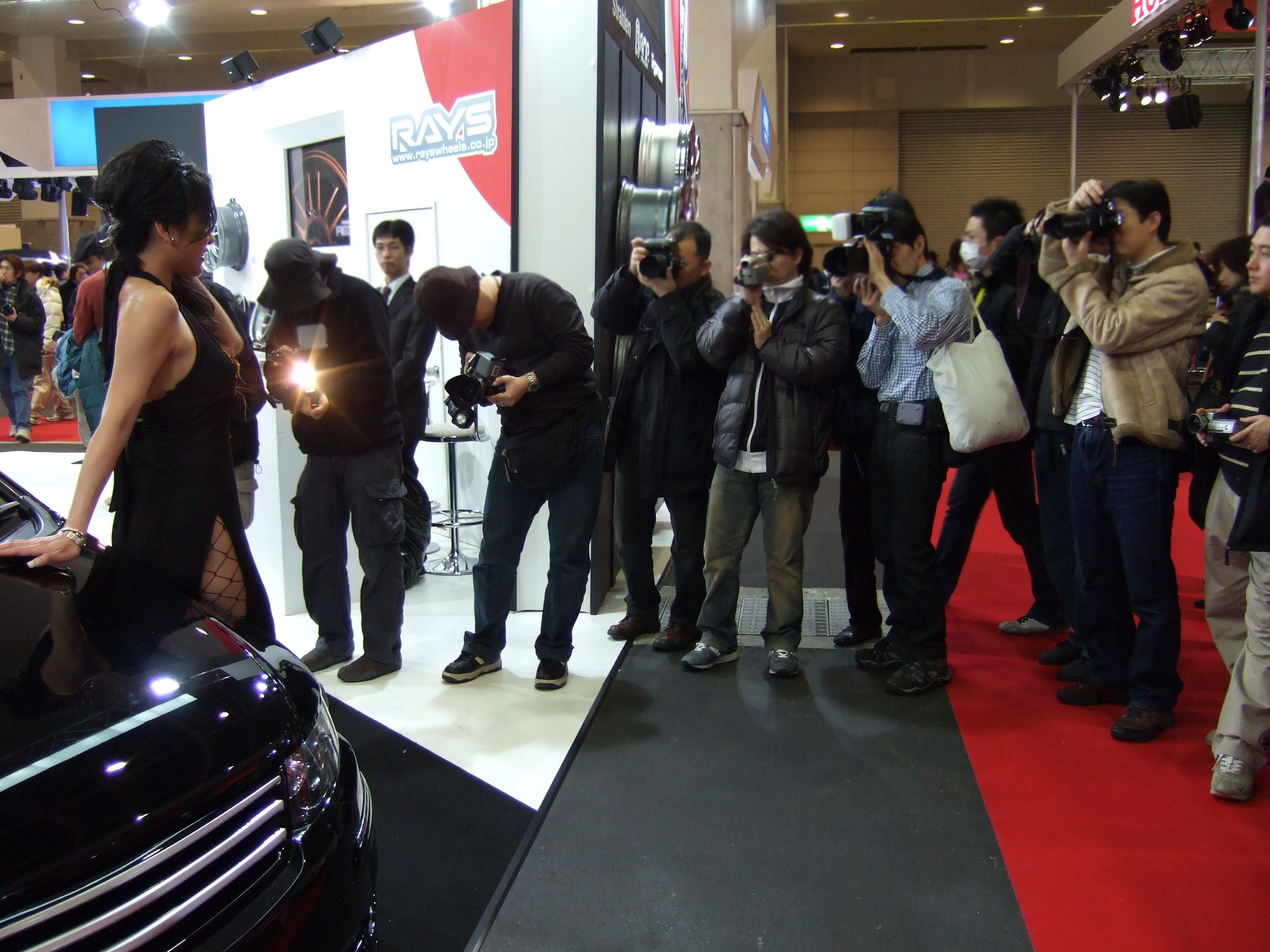

## 起源
1969年頃に少年誌を賑わせた蒸気機関車(SL) ブームに遡ることができる。当時は父親のカメラを借りて少しずつに減少してゆく蒸気機関車を撮影するために日曜日ともなると国有鉄道（国鉄、現在のJR）の線路脇・鉄橋の下に小中学生がカメラ片手に殺到していた時代であり、これが「カメラ小僧」の原点である。その後、キヤノンの「AE-1」、旭光学工業のペンタックスES、オリンパスのOM-1などの小型一眼レフの発売により、それまで非常に高価な代物であった一眼レフカメラが、（もちろんアルバイトなどで一生懸命小遣いを貯めれば、だが）学生にも手の届くものになった。また、それまで一部の学校にしかなかった写真部が、多くの学校で開設された。
このため、カメラに非常に詳しい若年者が増えることになり、彼らを総称する言葉として「カメラ小僧」という呼称が生まれた。当時はオタクという言葉が無い時代であり、小僧は蔑称と言うよりも野球小僧のように「坊主」「小坊主」に類する子供に対する愛称のような言葉でもあった。したがって本来の「カメラ小僧」とは、後述のそれとはまったく異なり、1940年代前半から1950年代後半に出生したカメラ愛好家の世代を指すものである。
このことを裏付けるように、北野大はNHKの番組「趣味悠々・デジタルカメラ入門（2005年4月 - 5月、NHK教育テレビジョン） にて、自身を「昔はカメラ小僧であった」と語っている。ここでの意味は前述の意味で有り、少年期にカメラが大好きだったことを言及したものである。
写真部を題材としたドラマや漫画なども制作され、大衆化していくとともに、個人でも現像できる機材が市販されるなど、写真業界側もアマチュア層の個人をターゲットとする商品を展開していった。
このように、1969年代から1980年代初頭にかけての「カメラ小僧」は「カメラに詳しい若者」という程度の意味であったため、写真撮影のウェイトが大きい鉄道ファンや航空機ファンなどもカメラ小僧と呼ばれることがあった。

## 対象の変遷
「カメラ小僧」という言葉の対象は、下記のように変化している。
展示会やレースなどの催事において、イベントを盛り上げ「魅せる」ために配置されるレースクイーンやイベントコンパニオンなどの露出度の高いコスチュームを身に着けた女性を撮影することを主な目的に、年齢層を問わず高額なカメラ機材を抱えて集う男性カメラユーザーのことを、被写体になる人々や広告代理店社員ら関係者が蔑称として「カメラ小僧」と（オタクと同義の類型として）呼ぶようになる。催事はモーターショーや自動車レースにかぎらず、アマチュア・プロを問わず、ゴルフ・テニス・新体操・ビーチバレーなどのスポーツ試合、ライブアイドルなどのストリートライブなども含める。

### マニア性
イベント会場は暗い場合が多いので撮影の難易度は比較的高く、露出や感度などに拘るカメラ小僧は一眼レフカメラを使用し、フラッシュも外付けの高級なものを使用することがある。焦点距離が50mmを中心とした広角から望遠までの標準ズームレンズ以外にも、100mmを超える望遠レンズを使用している者も多い。コンパクトデジタルカメラを使用する人もいるが、一眼レフのような高級カメラを複数首から下げ、望遠レンズを装着し、イベント会場の女性に群がるという光景に異様な印象を持たれるものだった。また、そういったマニアが見た目を気にしないいわゆるおたくの風貌と重なったケースが多かったため、蔑称として広く使用されるようになった。

### コンパニオンから見たカメラ小僧
コンパニオンにとって、イベントの来客であり自身のプロモーションとなるカメラ小僧はビジネスの上で有益な存在である。
撮影会やショーなどで普段から互いに面識があり、会話を交わす場面も見られ、コンパニオンの中にはそういったカメラ小僧を積極的に利用して知名度を上げていこうとする者や、自身のウェブサイトやブログを無償で制作・運営させる代わりに「公式ファン」や「公式追っかけ」と認めるなど共存関係を持つ者も増えている。
ただし、デジタルカメラやインターネットの普及によって、撮影したコンパニオンの写真をネットなどで公開する人もいるが、撮影したコンパニオンの写真の肖像権はコンパニオン本人と所属事務所に帰属するため、インターネット等による公開には事務所の許可が必要であるとされる。イベント内容やコンパニオンによっては自由な公開を許可している場合もある。
一方で、下記のような撮影におけるマナーを守らないカメラユーザーが契機となり、カメラ小僧全般に対して嫌悪感を持つに至るコンパニオンも存在するようになった。
- 他の一般客を押しのける、しつこく写真を撮る、しつこく話しかけるなどの業務妨害
- 休憩中や食事中に話しかけてくるなど、プライバシーに配慮しない行為
- 隠し撮りするなどのマナー違反の行為
- 撮影中の行動が不自然で、その画像が後日どう利用されるのかを不安にさせる撮影
- 卑猥なポーズを強要したり、下半身や胸部ばかりを撮影しようとするセクシャルハラスメントまがいの行為

### 主催者から見たカメラ小僧
主催者はこうしたカメラ小僧を快く思わない場合が多々ある。イベント内容によってはコンパニオンの撮影を禁止する企業もある。1980年代には、女性アイドルのコンサートやイベントで無許可で撮影した写真が生写真屋などで売られ反社会的勢力の資金源になることもあり、主催者側がカメラ持ち込みを禁止するケースも多かった。当時トップアイドルだった南野陽子は、カメラ小僧が警備員に羽交い絞めにされて連れ出され、ボコボコにされる姿を見ながら歌っていたと語っている。

## 派生
女性アイドル、特に新人ライブアイドルやグラビアアイドルなどを専門にしたカメラ小僧も存在しており、主にサイン会や握手会、各種ミニライブなどで活動する場合が多い。2000年代以降では大手芸能プロダクション所属の人気アイドルになると肖像権やパンチラ写真の投稿を防ぐなどの理由で出演するイベントには撮影規制がかけられる場合がほとんどだが、知名度が無いアイドルやグラビアを中心に活動しているアイドルの場合は、プロモーションの名目で規制が緩いということもある。現在では特に秋葉原のCDショップで頻繁にイベントが開催されることから、秋葉原はこうしたイベントおよびカメラ小僧の聖地と化している。また、グラビアアイドルの中には積極的に撮影会というカメラ小僧のためのイベントを開催している人もいる（小倉優子や浜田翔子も昔は積極的に撮影会を行っていた）。
コスプレを専門に扱ったイベントを中心に、コスプレイヤーを専門にしたカメラ小僧も存在し、コミックマーケットや東京ゲームショウなどに参加する場合が多い。コスプレ関係ではイベントコンパニオン・レースクイーンの場合と同様に、コスプレイヤーとの間でギブアンドテイクの関係を持つ場合もあり、カメラ小僧のサイトでコスプレイヤーの写真を掲載したり、コスプレイヤーの写真集（同人誌・同人ソフトとして自主製作する）の製作に参加する場合もある。また男性の場合でもコスプレイヤーを兼ねている場合もあり、逆に女性コスプレイヤーが他のコスプレイヤーを撮影する、すなわちカメラ小僧化することもある（この場合はカメラ娘、略してカメ娘（カメこ）と呼ぶ場合がある）。
また、カメラ小僧の中には、単独のカテゴリーだけではなく、複数のカテゴリーを守備範囲にする者も多い。例えば東京ゲームショウでイベントコンパニオン・コスプレイヤー両方を撮影する、アイドルの参加するイベントにも各種レースにも撮影に出かける、などの事例がある。